# Dysdera yigitakcai
Espèce
Dysdera yigitakcai est une espèce d'araignées aranéomorphes de la famille des Dysderidae.

## Distribution
Cette espèce est endémique de la province de Kahramanmaraş en Turquie,. Elle se rencontre vers Göksun.

## Description
Le mâle holotype mesure 6,50 mm et la femelle paratype 9,2 mm.

## Systématique et taxinomie
Cette espèce a été décrite par Coşar, Yağmur, Danışman, Özkütük et Kunt en 2024.

## Étymologie
Cette espèce est nommée en l'honneur de Yiğit Akca.

## Publication originale
- Coşar, Yağmur, Danışman, Özkütük & Kunt, 2024 : « Two new species of Dysdera (Aranei: Dysderidae) from Turkey. » Arthropoda Selecta, vol. 33, no 3, p. 383-390.